# Groupe B des éliminatoires du Championnat d'Europe féminin de football 2022
 (juillet 2019).
Si vous disposez d'ouvrages ou d'articles de référence ou si vous connaissez des sites web de qualité traitant du thème abordé ici, merci de compléter l'article en donnant les références utiles à sa vérifiabilité et en les liant à la section « Notes et références ».
Navigation
Groupe A Groupe C
Cet article donne les résultats des matchs du groupe B des éliminatoires de l'Euro 2022. Le premier du groupe est directement qualifié pour l'Euro 2022. La deuxième équipe du groupe est qualifiée pour l'euro si elle fait partie des trois meilleurs deuxièmes, sinon, elle affrontera une autre équipe terminant deuxième via un tirage au sort en match aller-retour.

## Classement
| Rang | Équipe             | Pts | J  | G | N | P  | Bp | Bc | Diff |  | Résultats (▼ dom., ► ext.) |     |     |     |     |      |      |
| ---- | ------------------ | --- | -- | - | - | -- | -- | -- | ---- |  | -------------------------- | --- | --- | --- | --- | ---- | ---- |
| 1    | Danemark           | 28  | 10 | 9 | 1 | 0  | 48 | 1  | +47  |  | Danemark                   |     | 0-0 | 2-0 | 8-0 | 4-0  | 14-0 |
| 2    | Italie             | 25  | 10 | 8 | 1 | 1  | 37 | 5  | +32  |  | Italie                     | 1-3 |     | 2-0 | 5-0 | 12-0 | 6-0  |
| 3    | Bosnie-Herzégovine | 18  | 10 | 6 | 0 | 4  | 19 | 17 | +2   |  | Bosnie-Herzégovine         | 0-4 | 0-5 |     | 2-0 | 1-0  | 7-1  |
| 4    | Malte              | 10  | 10 | 3 | 1 | 6  | 11 | 30 | -19  |  | Malte                      | 0-8 | 0-2 | 2-3 |     | 1-1  | 2-1  |
| 5    | Israël             | 7   | 10 | 2 | 1 | 7  | 10 | 30 | -20  |  | Israël                     | 0-3 | 2-3 | 1-3 | 0-2 |      | 4-0  |
| 6    | Géorgie            | 0   | 10 | 0 | 0 | 10 | 3  | 45 | -42  |  | Géorgie                    | 0-2 | 0-1 | 0-3 | 0-4 | 1-2  |      |

## Résultats et calendrier
| 1re journée        | Danemark                                                                                     | 8 - 0   | Malte | Viborg Stadion, Viborg                         |                                                |
| 29 aout 2019 18h00 | Troelsgaard 5e 45+2e · Harder 19e · Sevecke 28e · Larsen 58e 90+2e · Gejl 75e · Sørensen 86e | (4 - 0) |       | Spectateurs : 3 890 Arbitrage : Angelika Söder | Spectateurs : 3 890 Arbitrage : Angelika Söder |

| 29 aout 2019 | Israël                | 2 - 3   | Italie                                     | Stade Ramat Gan, Ramat Gan                       |                                                  |
| 17h30        | Goor 32e · Awad 90+1e | (1 - 1) | 45+2e Girelli · 64e Bartoli · 71e Giacinti | Spectateurs : 1 430 Arbitrage : Volha Tsiareshka | Spectateurs : 1 430 Arbitrage : Volha Tsiareshka |

| 30 aout 2019 | Bosnie-Herzégovine                                                                                            | 7 - 1   | Géorgie       | Nogometni Kamp Reprezentacije BiH, Zenica            |                                                      |
| 17h00        | Spasojević 5e · Hasanbegović 10e · Nikolić 13e 51e (pen.) · Hadžić 23e · Aleksić 43e (pen.) · Krajšumović 80e | (5 - 0) | 90e Cheminava | Spectateurs : 150 Arbitrage : Katarzyna Lisiecka-Sęk | Spectateurs : 150 Arbitrage : Katarzyna Lisiecka-Sęk |

| 2e journée             | Bosnie-Herzégovine | 2 - 0   | Malte | Stade Asim-Ferhatović-Hase, Sarajevo       |                                            |
| 3 septembre 2019 17h00 | Nikolić 72e 80e    | (0 - 0) |       | Spectateurs : 96 Arbitrage : Cansu Tiryaki | Spectateurs : 96 Arbitrage : Cansu Tiryaki |

| 3 septembre 2019 | Israël | 0 - 3   | Danemark                                  | Stade Ramat Gan, Ramat Gan                   |                                              |
| 18h00            |        | (0 - 1) | 13e (csc) Barkai · 79e Nadim · 84e Harder | Spectateurs : 1 070 Arbitrage : Sandra Strub | Spectateurs : 1 070 Arbitrage : Sandra Strub |

| 3 septembre 2019 | Géorgie | 0-1   | Italie      | Stade Mikheil-Meskhi, Tbilissi               |                                              |
| 14h15            |         | (0-1) | 24e Girelli | Spectateurs : 150 Arbitrage : Vivian Peeters | Spectateurs : 150 Arbitrage : Vivian Peeters |

| 3e journée           | Danemark                       | 2 - 0   | Bosnie-Herzégovine | Viborg Stadion, Viborg                           |                                                  |
| 4 octobre 2019 17h00 | Pedersen 13e · Troelsgaard 68e | (1 - 0) |                    | Spectateurs : 4 552 Arbitrage : Monika Mularczyk | Spectateurs : 4 552 Arbitrage : Monika Mularczyk |

| 4 octobre 2019 | Malte | 0 - 2   | Italie                             | Stade du Centenaire, Ta' Qali                  |                                                |
| 17h30          |       | (0 - 0) | 68e Bartoli · 90+2e (pen.) Girelli | Spectateurs : 764 Arbitrage : Ivana Projkovska | Spectateurs : 764 Arbitrage : Ivana Projkovska |

| 4e journée           | Italie                     | 2 - 0   | Bosnie-Herzégovine | Stade Renzo-Barbera, Palerme                      |                                                   |
| 8 octobre 2019 17h30 | Girelli 3e · Giugliano 28e | (2 - 0) |                    | Spectateurs : 5 100 Arbitrage : Hristiyana Guteva | Spectateurs : 5 100 Arbitrage : Hristiyana Guteva |

| 8 octobre 2019 | Géorgie | 0 - 2   | Danemark                | Stade Mikheil-Meskhi, Tbilissi             |                                            |
| 18h00          |         | (0 - 1) | 13e Gejl · 58e Sørensen | Spectateurs : 287 Arbitrage : Reelika Turi | Spectateurs : 287 Arbitrage : Reelika Turi |

| 7 novembre 2019 | Malte        | 1 - 1   | Israël   | Stade du Centenaire, Ta' Qali                  |                                                |
| 17h00           | Farrugia 37e | (1 - 0) | 63e Beck | Spectateurs : 317 Arbitrage : Aleksandra Česen | Spectateurs : 317 Arbitrage : Aleksandra Česen |

| 8e journée            | Italie                                                                   | 6 - 0   | Géorgie | Stade Ciro-Vigorito, Bénévent                            |                                                          |
| 8 novembre 2019 17h30 | Linari 10e · Guagni 25e · Girelli 27e · Sabatino 32e 45+1e · Rosucci 52e | (5 - 0) |         | Spectateurs : 3 973 Arbitrage : Iuliana Elena Demetrescu | Spectateurs : 3 973 Arbitrage : Iuliana Elena Demetrescu |

| 3e journée             | Danemark | 14 - 0   | Géorgie | Viborg Stadion, Viborg                                       |                                                              |
| 12 novembre 2019 18h00 | Nadim 4e 36e · Larsen 16e 19e 53e · Sutidze 25e (csc) · Sørensen 27e 39e · Svava 28e · Harder 34e 45e 73e · Christiansen 82e · Madsen 90+1e | (10 - 0) |         | Spectateurs : 3 085 Arbitrage : Silvia Andreia Rosa Domingos | Spectateurs : 3 085 Arbitrage : Silvia Andreia Rosa Domingos |

| 5e journée             | Italie                                                        | 5 - 0   | Malte | Stade Teofilo Patini, Castel di Sangro         |                                                |
| 12 novembre 2019 14h15 | Cernoia 27e 37e · Sabatino 42e · Giugliano 45e · Greggi 90+3e | (4 - 0) |       | Spectateurs : 2 955 Arbitrage : Eleni Antoniou | Spectateurs : 2 955 Arbitrage : Eleni Antoniou |

| 12 novembre 2019 | Israël    | 1 - 3   | Bosnie-Herzégovine                             | Stade Sammy-Ofer, Haïfa                         |                                                 |
| 17h00            | Efraim 3e | (1 - 2) | 28e Krajšumović · 37e Spasojević · 80e Aleksić | Spectateurs : 892 Arbitrage : Marta Frías Acedo | Spectateurs : 892 Arbitrage : Marta Frías Acedo |

| 6e journée        | Bosnie-Herzégovine | 1 - 0   | Israël | Nogometni Kamp Reprezentacije BiH, Zenica    |                                              |
| 5 mars 2020 14h30 | Nikolić 64e        | (0 - 0) |        | Spectateurs : 230 Arbitrage : Kateryna Usova | Spectateurs : 230 Arbitrage : Kateryna Usova |

| 5 mars 2020 | Malte                      | 2 - 1   | Géorgie      | Stade du Centenaire, Ta' Qali                    |                                                  |
| 18h30       | Cuschieri 18e · Bugeja 47e | (1 - 0) | 77e Tchkonia | Spectateurs : 392 Arbitrage : Araksya Saribekyan | Spectateurs : 392 Arbitrage : Araksya Saribekyan |

| 7e journée         | Malte                    | 2 - 3   | Bosnie-Herzégovine      | Stade du Centenaire, Ta' Qali                    |                                                  |
| 10 mars 2020 18h30 | Xuerreb 79e · Borg 90+5e | (0 - 2) | 10e 26e 54e Krajšumović | Spectateurs : 353 Arbitrage : Neslihan Muratdağı | Spectateurs : 353 Arbitrage : Neslihan Muratdağı |

| 10 mars 2020 | Israël                                                               | 4 - 0   | Géorgie | Haberfeld Stadium, Rishon LeZion               |                                                |
| 18h00        | Elinav 13e · Falkon 62e (pen.) · Awad 80e (pen.) · Sutidze 90e (csc) | (1 - 0) |         | Spectateurs : 250 Arbitrage : Michalina Diakow | Spectateurs : 250 Arbitrage : Michalina Diakow |

| 17 septembre 2020 | Bosnie-Herzégovine | 0 - 4   | Danemark                                                              | Nogometni Kamp Reprezentacije BiH, Zenica |                                |
| 16h00             |                    | (0 - 3) | 37e (pen.) Nadim · 43e Troelsgaard · 45+3e Sevecke · 90e Christiansen | Arbitrage : Sandra Braz Bastos            | Arbitrage : Sandra Braz Bastos |

| 9e journée              | Malte | 0 - 8   | Danemark                                                                                      | Stade du Centenaire, Ta' Qali              |                                            |
| 22 septembre 2020 18h30 |       | (0 - 3) | 6e Larsen · 7e 42e Nadim · 46e 73e Troelsgaard · 51e Harder · 54e (csc) Sciberras · 67e Bruun | Arbitrage : María Dolores Martínez Madrona | Arbitrage : María Dolores Martínez Madrona |

| 22 septembre 2020 | Géorgie      | 1 - 2   | Israël                         | Stade Mikheil-Meskhi, Tbilissi |                              |
| 18h30             | Bakradze 70e | (0 - 1) | 10e Hazan · 61e Shtainshnaider | Arbitrage : Lyudmila Telbukh   | Arbitrage : Lyudmila Telbukh |

| 22 septembre 2020 | Bosnie-Herzégovine | 0 - 5   | Italie                                                     | Nogometni Kamp Reprezentacije BiH, Zenica |                                          |
| 16h00             |                    | (0 - 2) | 18e Galli · 39e 55e (pen.) 64e (pen.) Girelli · 87e Linari | Arbitrage : Silvia Andreia Rosa Domingos  | Arbitrage : Silvia Andreia Rosa Domingos |

| 8e journée            | Danemark                                            | 4 - 0   | Israël | Viborg Stadion, Viborg   |                          |
| 21 octobre 2020 18h00 | Harder 48e 55e · Kuznetsov 73e (csc) · Pedersen 81e | (0 - 0) |        | Arbitrage : Reelika Turi | Arbitrage : Reelika Turi |

| 6e journée            | Italie       | 1 - 3   | Danemark                    | Stade Carlo-Castellani, Empoli |                           |
| 27 octobre 2020 17h30 | Giacinti 60e | (0 - 2) | 6e Sørensen · 17e 47e Nadim | Arbitrage : Cheryl Foster      | Arbitrage : Cheryl Foster |

| 9e journée             | Géorgie | 0 - 4   | Malte                           | Stade Mikheil-Meskhi, Tbilissi |                          |
| 26 novembre 2020 12h00 |         | (0 - 2) | 34e Zammit · 44e 52e 58e Bugeja | Arbitrage : Eszter Urban       | Arbitrage : Eszter Urban |

| 10e journée             | Danemark | 0 - 0   | Italie | Viborg Stadion, Viborg   |                          |
| 1er décembre 2020 17h15 |          | (0 - 0) |        | Arbitrage : Riem Hussein | Arbitrage : Riem Hussein |

| 1er décembre 2020 | Israël | 0 - 2   | Malte                 | Stade Ramat Gan, Ramat Gan   |                              |
| 18h00             |        | (0 - 1) | 15e Borg · 59e Bugeja | Arbitrage : Ivana Projkovska | Arbitrage : Ivana Projkovska |

| 1er décembre 2020 | Géorgie | 0 - 3   | Bosnie-Herzégovine                   | Stade Mikheil-Meskhi, Tbilissi  |                                 |
| 12h00             |         | (0 - 1) | 22e Damjanović · 64e 77e Krajšumović | Arbitrage : Elvira Nurmustafina | Arbitrage : Elvira Nurmustafina |

| 8e journée            | Italie | 12 - 0  | Israël | Stade Artemio-Franchi, Florence |                             |
| 24 février 2021 17h30 | Giacinti 3e 13e · Bonansea 5e 81e · David 19e (csc) · Girelli 30e · Salvai 44e · Rosucci 45+1e (pen.) · Sabatino 55e (pen.) 70e · Caruso 67e · Giugliano 90+1e | (7 - 0) |        | Arbitrage : Ivana Martinčić     | Arbitrage : Ivana Martinčić |